# Óblast de Amur (Imperio ruso)
La óblast de Amur (Амурская область) fue una división administrativa del Imperio ruso en el Extremo Oriente con capital en la ciudad de Blagovéshchensk. Fue creada en 1858 como consecuencia de los territorios anexados por el tratado de Aigun, y existió hasta 1920, año de su integración a la República del Lejano Oriente.

## Geografía
La óblast de Amur estaba ubicada a lo largo de la frontera china sobre el río Amur. Al oeste limitaba con la óblast de Transbaikalia, al norte con la de Yakutsk y al este con la de Primorie.
El territorio de la óblast de Amur se encuentra dividida hoy entre las áreas de la actual óblast de Amur y el krai de Jabárovsk de la Federación Rusa.

## Subdivisiones administrativas
La óblast comprendía dos subdivisiones: el uyezd de Blagovéshchensk y el ókrug de los cosacos del Amur.

## Población
En 1897 la población de la provincia era de 120 306 habitantes, de los cuales 68,5 % eran rusos, 17,5 % eran ucranianos, 6,5 % eran chinos y 2,8 % eran machúes así como de las pequeñas minorías tungusas y coreanas.